# 老城镇 (松滋市)
老城镇，是中华人民共和国湖北省荆州市松滋市下辖的一个乡镇级行政单位。

## 行政区划
老城镇下辖以下地区：
老城社区、白龙埂村、大堰头村、江心村、新华村、芦洲村、芦尾村、碑亭村、金闸村、朱家埠村、凤凰岗村、胡家岗村、木马口村、一柱观村、横堤村、文昌宫村、天星市村和义兴村。